# Anisocycla linearis
Anisocycla linearis är en tvåhjärtbladig växtart som beskrevs av Jean Baptiste Louis Pierre och Friedrich Ludwig Diels. Anisocycla linearis ingår i släktet Anisocycla och familjen Menispermaceae. Inga underarter finns listade i Catalogue of Life.